# Реброголов
Реброголов, або ропухоподібна райка (Trachycephalus) — рід земноводних з підродини Hylinae родини Райкові. має 12 видів.

## Опис
Загальна довжина представників цього роду досягає 10 см. Голова середнього розміру або велика. Тулуб м'язистий. Шкіра товста з численними горбиками або бородавками. Шкіра просякнута отрутою. Задні кінцівки значно більші за передні. У деяких видів вони мають розвинені плавальні перетинки. У більшості представників цього роду відсутні перетинки. Пальці передніх та задніх кінцівок із присосками. Забарвлення коричневе, буре, сіре із жовтуватим, зеленуватим відтінком. Уздовж спини розташовуються плямочки, своєрідні кола, кружечки, цяточки більші яскравого за основний фон кольору.

## Спосіб життя
Полюбляють тропічні та субтропічні ліси. Ведуть деревний спосіб життя. Живляться безхребетними.
Це яйцекладні амфібії. Самиця відкладає яйця у дупла дерев, серед листя.

## Розповсюдження
Мешкають від Мексики через Центральну Америку, центральну частину Південної Америки, на схід від Анд до північної Аргентини та східної Бразилії.

## Види
- Trachycephalus atlas
- Trachycephalus coriaceus
- Trachycephalus dibernardoi
- Trachycephalus hadroceps
- Trachycephalus imitatrix

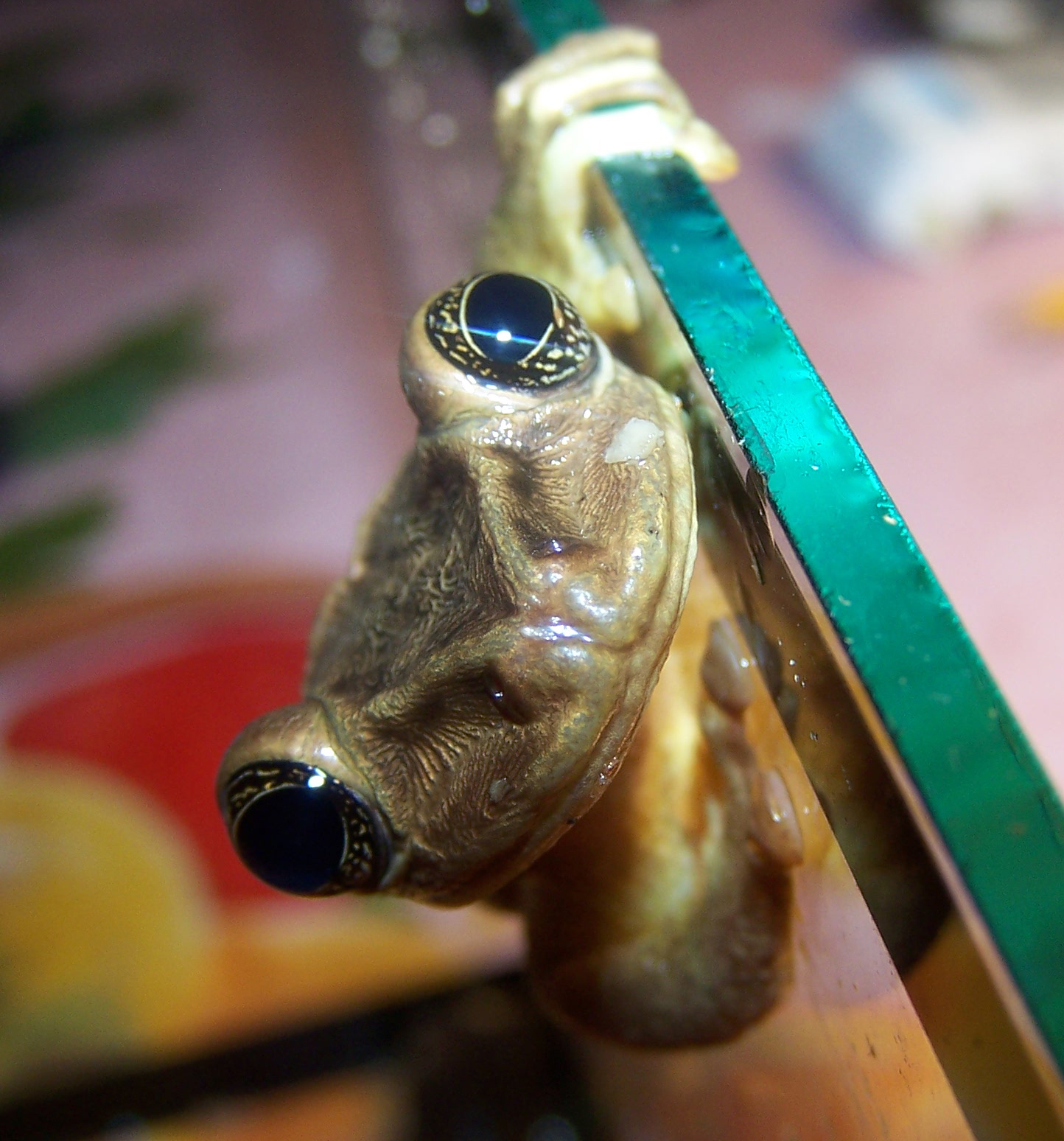
Trachycephalus jordani — реброголов бронзовий

- Trachycephalus jordani (Stejneger, Test, 1891) — реброголов бронзовий
- Trachycephalus lepidus
- Trachycephalus mambaiensis
- Trachycephalus mesophaeus
- Trachycephalus nigromaculatus
- Trachycephalus resinifictrix — реброголов амазонський
- Trachycephalus venulosus — реброголов пузирчастий